# الثروة الحيوانية في مصر
الثروة الحيوانية في مصر وهي تشير إلى أعداد وأنواع والمتعلقات الخاصة بالحيوانات في جمهورية مصر العربية.

## التاريخ
- عرف الإنسان المصري تربية الحيوان منذ عصور مصر القديمة فاهتم بتربية الأبقار والأغنام والدواب وجعل منها مصدرا لمساعدته في أعمال الحقل والأعمال الزراعية. ومنذ ذلك اهتم المصري بالحيوانات واستأنس بها بجواره لكى يستفيد من لحومها وأصوافها ومنتجاتها من الألبان والجبن والسمن.
- وفي عهد الإسكندر الأكبر كانت مصر تمتلك نحو 3 ملايين راس من الماشية حيث أدت الغزوات والحملات التي كان يقودها الإسكندر إلى البلدان المجاورة إلى زيادة في أعداد الحيوانات بفضل الغنائم التي كانوا يحصلون عليها في الحروب.
- كما اهتم محمد علي باشا بتربية الحيوانات وعمل على توفير كافة المستلزمات التي تجعل تربية الحيوان في مصر من الحرف المتطورة. فعمل على إدخال آلات جديدة للحيوانات

بعض أنواع الماشية في الوطن العربي: الماعز الخالدي (الإمارات)، الجمل العربي، ثور براهمان، الحصان العربي، الحمير، غنم النجدي (السعودية)

- أما في العصور الحديثة فأُنشأت الكثير من المشاريع لتنمية الثروة الحيوانية في مصر حتى تخطى ذلك حدود مصر وأصبح هناك مشاريع دولية بين مصر وبعض البلدان مثل السودان[1] وألمانيا لتنمية الثروة الحيوانية في مصر.